# 沖縄自動車道
沖縄自動車道（おきなわじどうしゃどう、英語: OKINAWA EXPWY）は、沖縄県の名護市を起点とし那覇市に至る延長57.3キロメートル (km) の高速道路（高速自動車国道）である。高速自動車国道としては最南端かつ最西端の路線である。略称は沖縄道（おきなわどう）。国土開発幹線自動車道の予定路線ではなく、高速自動車国道法第4条第2項に基づく高速自動車国道の路線を指定する政令によって指定された路線である。
高速道路ナンバリングによる路線番号は、那覇空港自動車道とともに「E58」が割り振られている。

## 概要
もともと、一般国道329号のバイパス道路である沖縄自動車道（許田IC - 石川IC）として建設されたもので、1987年（昭和62年）の那覇IC - 石川IC間開通に伴い、石川IC - 許田IC間も同時に高速自動車国道へ格上げされた経緯を持つ。法定路線としての起点は許田ICであるが、キロポストやインターチェンジ番号は終点の那覇IC側から振られ（インターチェンジなどを参照）、那覇方向行きが上り線、許田方向行きが下り線となっている。
舗装道路の骨材は基本的に現地の材料が使用されているが沖縄自動車道で使用されている骨材は沖縄県外のものが使用されている。

## インターチェンジなど
- 全区間沖縄県内に所在。
- IC番号およびキロポストの順で記載する。
- IC番号欄の背景色が■である部分については道路が供用済みの区間を示している。また、施設名欄の背景色が■である部分は施設が供用されていない、または完成していないことを示す。未開通区間の名称は仮称。
- スマートICは背景色■で示す。
- BSのうち、○は運用中、◆は休止中の施設。無印はBSなし。

| IC 番号 | 施設名             | 接続路線名                         | 起点 から (km) | BS | 備考                     | 所在地          | 所在地          |
| ------- | ------------------ | ---------------------------------- | -------------- | -- | ------------------------ | --------------- | --------------- |
| 1       | 那覇IC             | 県道82号那覇糸満線                 | 0.0            |    |                          | 那覇市          | 那覇市          |
| -       | 那覇料金所         | -                                  | 0.0            |    | 料金所                   | 島尻郡 南風原町 | 島尻郡 南風原町 |
| 1-1     | 西原JCT            | E58 那覇空港自動車道               | 2.4            |    | 名護方面接続             | 中頭郡 西原町   | 中頭郡 西原町   |
| -       | 幸地BS/幸地IC      | -                                  | 4.4            | ○  | ICは2026年度供用開始予定 | 中頭郡 西原町   | 中頭郡 西原町   |
| 2       | 西原IC             | 国道330号                          | 5.6            |    |                          | 浦添市          | 浦添市          |
| -       | 琉大入口BS         | -                                  | 7.2            | ○  |                          | 宜野湾市        | 宜野湾市        |
| -       | 中城PA             | -                                  | 10.2           | ○  |                          | 中頭郡          | 中城村          |
| 3       | 北中城IC           | 県道29号那覇北中城線               | 12.0           |    |                          | 中頭郡          | 北中城村        |
| 3-1     | 喜舎場BS/喜舎場SIC | 県道81号宜野湾北中城線（村道経由） | 13.4           | ○  | 那覇方面入口のみ         | 中頭郡          | 北中城村        |
| -       | 山里BS             | -                                  | 15.2           | ○  |                          | 沖縄市          | 沖縄市          |
| 4       | 沖縄南IC           | 県道85号沖縄環状線                 | 17.8           | ○  |                          | 沖縄市          | 沖縄市          |
| -       | 池武当BS/池武当IC  | -                                  | 20.4           | ○  | ICは事業中               | 沖縄市          | 沖縄市          |
| 5       | 沖縄北IC           | 国道329号                          | 22.9           | ○  |                          | 沖縄市          | 沖縄市          |
| 6       | 石川IC             | 県道73号石川仲泊線                 | 31.4           | ○  |                          | うるま市        | うるま市        |
| 7       | 屋嘉IC             | 県道88号屋嘉恩納線                 | 34.1           |    | 那覇方面出入口           | 国頭郡          | 金武町          |
| -       | 伊芸SA             | -                                  | 36.7           |    |                          | 国頭郡          | 金武町          |
| 8       | 金武IC             | 国道329号                          | 39.9           | ○  |                          | 国頭郡          | 金武町          |
| 9       | 宜野座IC           | 国道329号                          | 48.1           | ○  |                          | 国頭郡          | 宜野座村        |
| -       | 許田料金所         | -                                  | 57.3           |    | 料金所                   | 名護市          | 名護市          |
| 10      | 許田IC             | 国道58号                           | 57.3           |    |                          | 名護市          | 名護市          |

## 歴史
- 1975年（昭和50年）5月20日 : 一般国道329号のうち、名護市許田から石川市石川までの区間を有料道路「沖縄自動車道」とし、許田IC - 石川ICが開通[9]。当時は沖縄返還後間もなかったために、交通方法が本土と統一されておらず、右側通行で供用された（現在の上り線が下り線、現在の下り線が上り線だった）。
- 1978年（昭和53年）
  - 7月30日 : 交通方法が本土と統一されたこと（いわゆる730）に伴い、左側通行に変更される。
  - 12月22日 : 石川 - 那覇間が高速自動車国道の予定路線となる[10]。
- 1979年（昭和54年）
  - 2月27日 : 石川 - 那覇間が高速自動車国道の路線に指定される[11]。
  - 3月18日 : 石川IC - 那覇IC間の工事を開始する[12]。
- 1986年（昭和61年）2月4日 : 高速自動車国道の路線指定区間が、名護-那覇間となる[13]。
- 1987年（昭和62年）
  - 10月7日 : 石川IC - 那覇IC間の工事の一部が終了する[14]。
  - 10月8日 : 石川IC - 那覇IC開通により全線開通、国道329号沖縄自動車道を高速自動車国道として供用開始[15]。この開通の頃に金武本線料金所が廃止され、石川・宜野座料金所が設置される。
- 1988年（昭和63年）
  - 3月28日 : 石川IC - 那覇IC間の工事が終了する[16]。
  - 3月29日 : 屋嘉IC開通[17]。
- 2000年（平成12年）6月28日 : 西原JCT開通により那覇空港自動車道と接続[18]。
- 2005年（平成17年）10月1日 : 日本道路公団の民営化に伴い、沖縄自動車道は全線西日本高速道路株式会社の管理になる[19]。
- 2006年（平成18年）11月25日 : 喜舎場BS仮出入口IC社会実験開始（那覇方面入口のみ。2007年3月31日まで）[20]
- 2007年（平成19年）
  - 3月30日 : 喜舎場BS仮出入口ICを喜舎場スマートICとする[21]。
  - 10月27日 : 喜舎場スマートIC本格供用開始（那覇方面入口のみ）
- 2010年（平成22年）
  - 2月2日 : 全線が、無料化社会実験の対象区間に指定される。
  - 6月28日 : 全線にて無料化社会実験が開始される[22]。
- 2011年（平成23年）6月20日 : 3月11日の東日本大震災の発生を受けた無料化社会実験一時凍結に伴い、有料に戻る。
- 2024年（令和6年）
  - 3月31日 : 現金払いでの特別割引の適用終了。
- 2025年（令和7年）
  - 3月末 : ETC払いでの特別割引の適用終了予定[23]。

石川IC - 許田ICが完成した1975年（昭和50年）時点では、1972年（昭和47年）まで行われていたアメリカ合衆国による沖縄統治の影響により同区間は右側通行での供用となっていた。標識も右側通行用の特別仕様だった上、最高速度も70 km/hと低めに設定されていた（現在は80 km/h）。いわゆる730と呼ばれた左側通行への切り替えの際に、同区間も左側通行となったが、建設段階からその折には、速やかに対応できるよう設計されていた。
また那覇方面に延伸するまでは、暫定的に金武本線料金所が設けられており、石川ICと宜野座ICには料金所が存在しなかった。金武本線料金所ででは、石川IC - 宜野座ICの料金を、金武IC料金所では、石川IC - 金武ICまたは金武IC - 宜野座ICの料金を、許田本線料金所では宜野座IC - 許田ICの料金がそれぞれ徴収され、通行する車は2回（宜野座IC - 許田ICのみ通行の場合は1回）料金所で停車し、その都度料金を支払う必要があった。那覇方面に延伸する直前に、金武本線料金所を廃止、石川ICと宜野座ICに料金所が設置され、そのときに入口の自動発券機で通行券を受け取り、出口で料金を支払う方式に変更された。
2021年（令和3年）7月31日に地域高規格道路名護東道路の世冨慶IC - 数久田IC間が開通したことに伴い、国道58号現道の許田ICから数久田ICの間にある道の駅許田前の信号交差点が廃止され、この区間をノンストップ走行することが可能となっている。

## 路線状況

### 車線・最高速度
| 区間            | 車線 上下線=上り線+下り線 | 最高速度 |
| --------------- | ------------------------- | -------- |
| 那覇IC - 那覇TB | 4=2+2                     | 40 km/h  |
| 那覇TB - 許田TB | 4=2+2                     | 80 km/h  |
| 許田TB - 許田IC | 4=2+2                     | 60 km/h  |

### 道路施設

#### サービスエリア・パーキングエリア
沖縄自動車道にはサービスエリア (SA) とパーキングエリア (PA) が1つずつ（伊芸サービスエリア・中城パーキングエリア）設置されている。いずれも有人であり、また両方ともガソリンスタンドは存在しない（伊芸SAのガソリンスタンドは2009年3月31日に廃止された）。終夜営業は行っていない。

#### 主なトンネル
- 喜舎場トンネル（215 m）

### 道路管理者
- 西日本高速道路 九州支社
  - 沖縄高速道路事務所 : 全線

### 交通量
24時間交通量（台） 道路交通センサス
| 区間                 | 平成17（2005）年度 | 平成22（2010）年度 | 平成27（2015）年度 | 令和3（2021）年度 |
| -------------------- | ------------------ | ------------------ | ------------------ | ----------------- |
| 那覇IC - 西原JCT     | 13,359             | 22,940             | 15,699             | 11,400            |
| 西原JCT- 西原IC      | 30,898             | 65,751             | 51,991             | 48,027            |
| 西原IC - 北中城IC    | 41,304             | 78,471             | 60,038             | 54,529            |
| 北中城IC - 喜舎場SIC | 37,452             | 72,246             | 54,388             | 50,702            |
| 喜舎場SIC - 沖縄南IC | 37,452             | 70,491             | 51,901             | 47,862            |
| 沖縄南IC - 沖縄北IC  | 28,105             | 53,614             | 39,241             | 37,592            |
| 沖縄北IC - 石川IC    | 21,365             | 41,701             | 29,639             | 28,895            |
| 石川IC - 屋嘉IC      | 20,400             | 40,240             | 27,782             | 27,190            |
| 屋嘉IC - 金武IC      | 18,342             | 36,029             | 24,485             | 24,381            |
| 金武IC - 宜野座IC    | 16,247             | 29,591             | 20,669             | 18,690            |
| 宜野座IC - 許田IC    | 14,318             | 26,090             | 17,742             | 15,012            |

（出典：「平成22年度道路交通センサス」・「平成27年度全国道路・街路交通情勢調査」・「令和3年度全国道路・街路交通情勢調査」（国土交通省ホームページ）より一部データを抜粋して作成）
- 平成22年度の調査期間中において全線では、高速道路無料化社会実験が行われていた。

2002年度 区間別平日平均交通量（台）
- 許田IC - 那覇IC（区間平均） : 23,910（前年度比105.6%）
  - 最大（沖縄南IC - 北中城IC） : 35,419（前年度比104.8%）
  - 最小（許田IC - 宜野座IC） : 15,144（前年度比107.5%）

## 料金
那覇IC - 許田IC間(57.3 km)の全線が普通区間となっているが、石川IC - 許田IC間（25.9 km）はキロあたりの料金が安く（普通車で20.98円/km。その他の区間は24.6円/km）設定されている。
2017年11月現在、ETC割引は平日朝夕割引及び深夜割引は適用されるが、休日割引は適用されない。

### 料金割引の歴史
1999年7月1日から沖縄特別割引として料金が引き下げられた。全線を普通車で利用した場合、本来の料金は1,550円のところ、特別割引適用後は1,000円になる（各区間で35 %程度の引き下げ）。各種ETC割引はこの料金に対して重複適用するので、深夜割引（30 %）で700円、通勤割引（50 %）で500円になる。沖縄特別割引は、日本国政府の沖縄緊急経済対策の一環として、2002年3月までの時限措置で実施の予定であったが、2010年の無料化社会実験実施直前まで実施されていた。
2010年（平成22年）6月28日から、高速道路無料化社会実験により全線が無料となった。しかし、渋滞が頻発するようになり、沖縄県の要望を踏まえて2011年度は、休日のみ無料、平日は有料（実験前から5割引）とする方向で見直されることになった。その後、東日本大震災の復興財源確保のために、無料化社会実験は全国で一時凍結されることになる。
有料に戻る2011年（平成23年）6月20日からは、高速道路利便増進事業を活用して沖縄特別割引が継続されるものの、ETC時間帯割引は会社実施分の深夜割引（30 %）・通勤割引（50 %）のみとなり、深夜割引の割引率拡充・平日夜間割引・平日昼間割引・休日特別割引は適用されなくなる。これに対し、沖縄1区選出の衆議院議員・下地幹郎（国民新党幹事長）がさらなる引下げを要望し、7月1日から2012年（平成24年）3月31日まで、激変緩和措置として、沖縄特別割引後料金からさらに1割引することになった。激変緩和措置は全車が対象だが、ETC時間帯割引の重複適用はしない。
2023年3月には西日本高速道路（NEXCO西日本）が、現在実施している全車両を対象とした35.5％の利用料金特別割引制度について、現金払いの車両への割引を2023年度で終了する方向で最終調整していることが分かり、翌月4月には2024年3月末まで1年間延長すると発表した。この時点では2024年度の継続は不明とされていたが、2024年3月の発表では、ETCの普及促進を目的にETC付の車両に限り翌2025年3月末まで特別割引を延長する方針を発表し、現金払いに関しては予定通り、2024年3月31日をもって特別割引の適用を終了した。

### 通過する自治体
- 沖縄県
  - 名護市 - 国頭郡宜野座村 - 名護市 - 国頭郡宜野座村 - 国頭郡金武町 - うるま市 - 沖縄市 - 中頭郡北中城村 - 中頭郡中城村 - 宜野湾市 - 中頭郡西原町 - 浦添市 - 中頭郡西原町 - 島尻郡南風原町 - 那覇市

### 接続する高速道路
- E58 那覇空港自動車道（西原JCTで接続）

## 路線バス
沖縄自動車道を通り那覇市と各地を結ぶ路線バスが運行されている。
- 111番・高速バス（琉球バス交通・沖縄バス・那覇バス・東陽バス） : 那覇IC - 許田IC（全区間）
- 113番・具志川空港線（琉球バス交通） : 那覇IC - 沖縄南IC
- 117番・高速バス（美ら海直行）（琉球バス交通・沖縄バス・那覇バス） : 那覇IC - 許田IC（全区間、全区間の停留所のうち金武ICと宜野座ICの停留所には停車しない）
- 123番・石川空港線（琉球バス交通） : 那覇IC - 沖縄南IC
- 127番・屋慶名（高速）線（沖縄バス） : 那覇IC - 沖縄南IC
- 152番・イオンモール沖縄ライカム（高速）線（琉球バス交通） : 那覇IC - 北中城IC
- 888番・やんばる急行バス : 西原IC - 許田IC（那覇空港自動車道経由の一部の急行便は西原JCT - 西原ICも通るが幸地バス停には停車しない。また各ICの停留所や高速道路上でも一部の便はすべて通過）
- 沖縄エアポートシャトル：那覇IC - 石川IC（特急便は許田IC）
- 美ら海ライナー（カリー観光） : 沖縄南IC - 許田IC

以上の路線の停留所や路線詳細は、施設一覧および沖縄本島のバス路線を参照のこと。
- 空港リムジンバス（琉球バス交通・沖縄バス）
  - Bエリア・Cエリア・CDエリア : 那覇IC - 石川IC
  - Dエリア・DEエリア : 那覇IC - 屋嘉IC
- カヌチャシャトルバス（琉球バス交通） : 那覇IC - 宜野座IC

空港リムジンバス、カヌチャシャトルバス、沖縄エアポートシャトル、美ら海ライナーは那覇空港と本島各地のリゾートホテルとを結ぶという性格上、自動車道内の途中バス停には停車しない。

## ギャラリー

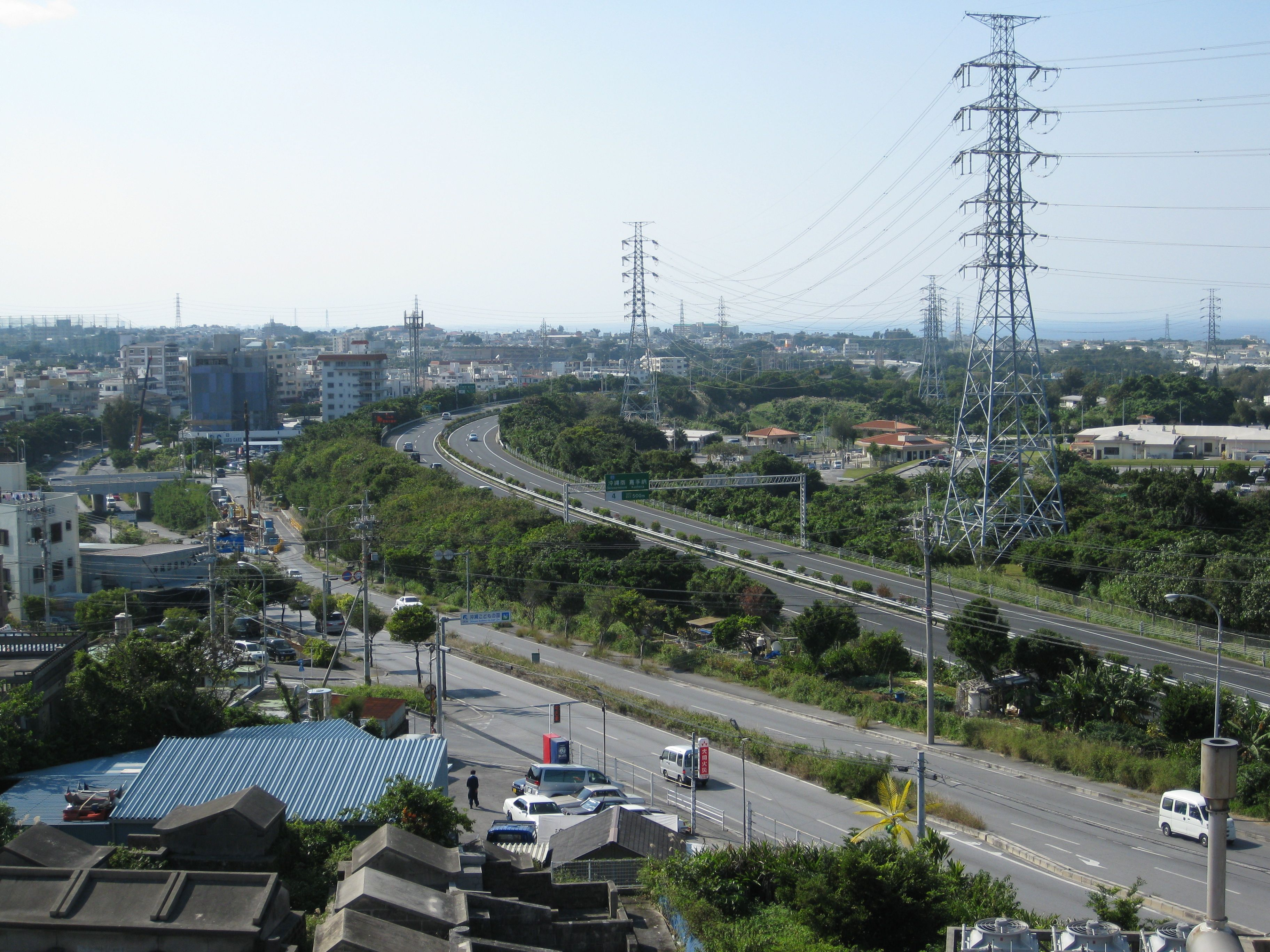
沖縄南IC付近
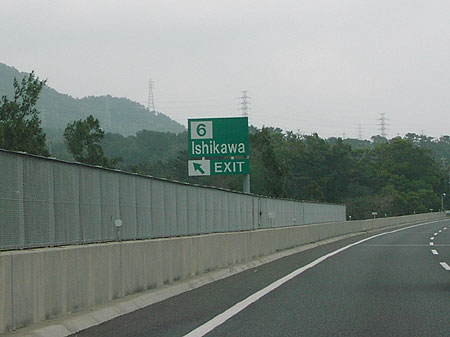
沖縄自動車道で特徴的な英語表示の道路標識（石川IC付近）
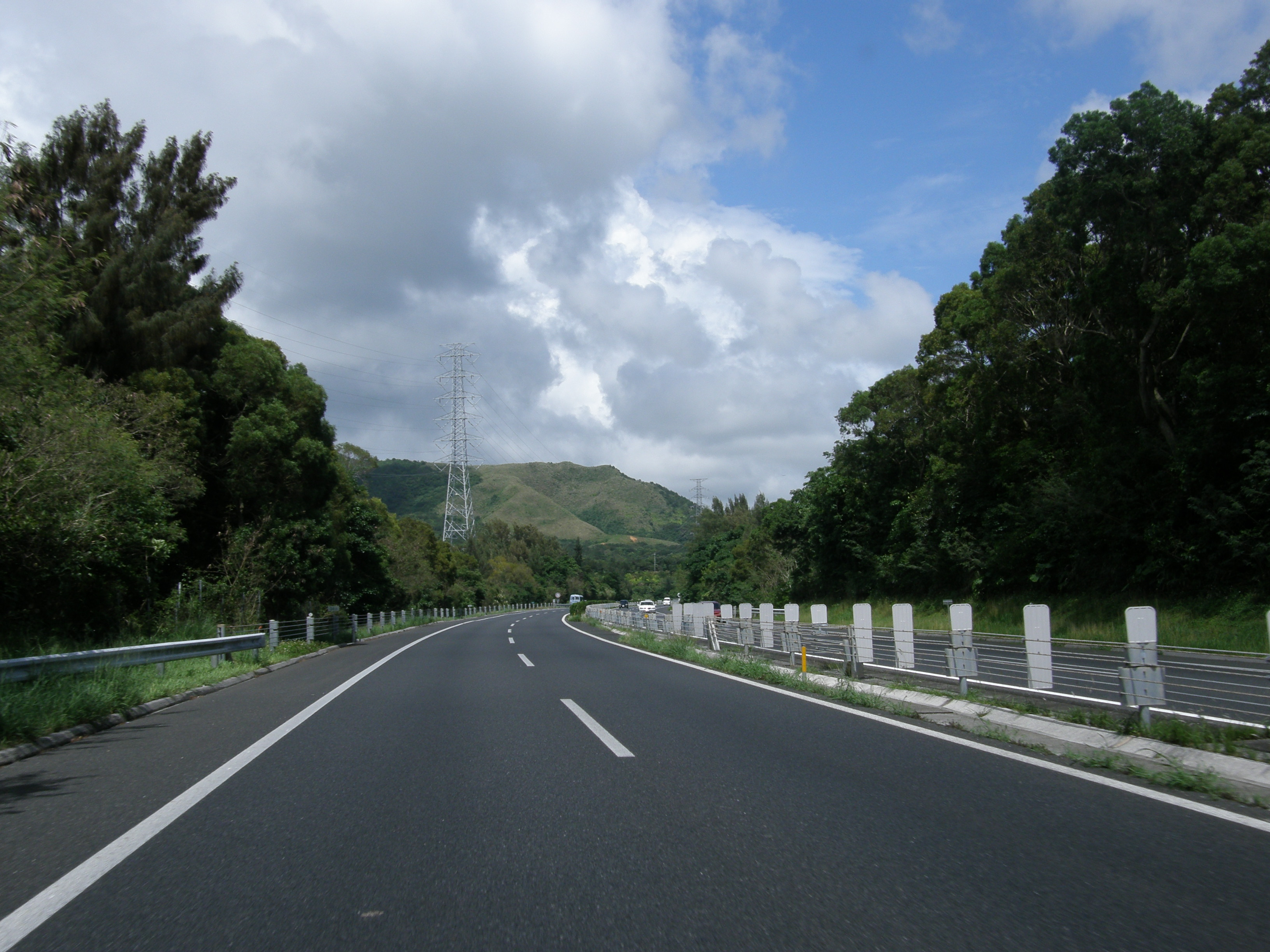
石川IC - 伊芸SA